# Marcgraviaceae
Die Marcgraviaceae sind eine Familie aus der Ordnung der Heidekrautartigen (Ericales) innerhalb der Bedecktsamigen Pflanzen (Magnoliopsida). Sie enthält sieben Gattungen mit rund 130 Arten in der Neotropis. Wenige Arten (beispielsweise Norantea guianensis) werden als Zierpflanzen genutzt.

## Beschreibung

### Vegetative Merkmale
Die Arten der Marcgraviaceae sind verholzende Pflanzen: überwiegend Lianen oder Sträucher und selten kleine Bäume. Neben vielen Taxa, die terrestrisch wachsen, gibt es einige Hemiepiphyten und Epiphyten. Es werden bei manchen Arten Adventivwurzeln zum Anheften an Unterlagen gebildet. Junge Pflanzenteile sind oft rötlich durch Anthocyane.
An den Zweigen sind die Laubblätter wechselständig und spiralig oder zweizeilig angeordnet. Die ledrigen und oft fleischigen Laubblätter sind gestielt oder sitzend. Marcgravia-Arten sind häufig heterophyll, das heißt, es gibt unterschiedliche Blattformen bei einer Art: an jungen Pflanzen und an Unterlagen anheftenden Zweigen sind die Blätter oft sitzend und zweizeilig angeordnet, an nicht wurzelnden Zweigen sind sie gestielt und spiralig angeordnet. Die unbehaarte Blattspreite ist immer einfach, meist mit undeutlicher Nervatur und kleinen, als dunkle Punkte erscheinenden Hohlräumen (Drüsen) im Bereich des Blattrandes, so dass er gesägt aussieht. Die Stomata sind staurocytisch. Nebenblätter sind keine vorhanden. Das jüngste Blatt umschließt die Endknospe.

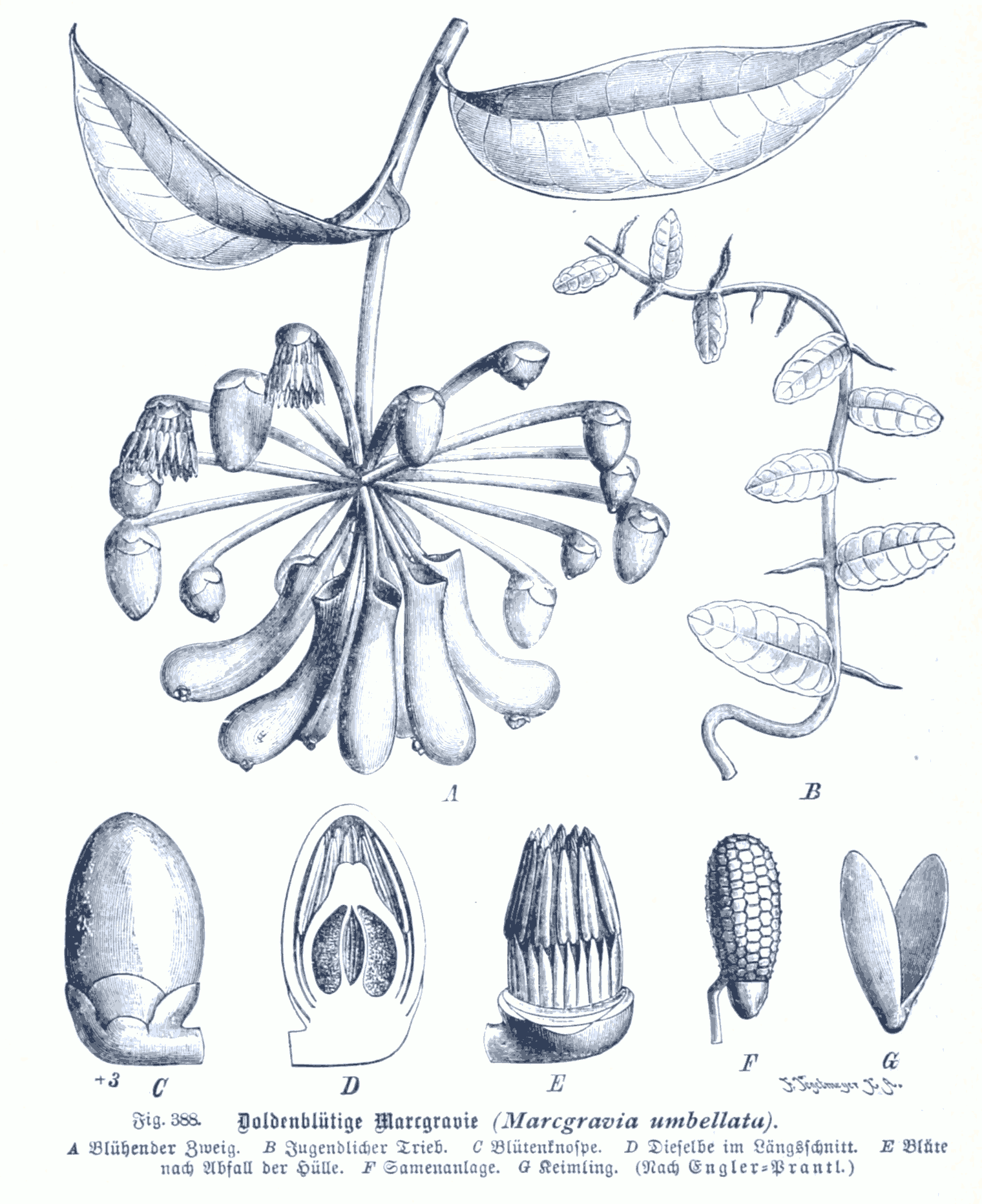
Marcgravia umbellata, Illustration aus: E. Gilg und K. Schumann, Das Pflanzenreich: Hausschatz des Wissens, etwa 1900.

### Blütenstände und Blüten
Die Blüten stehen endständigen, aufrechten oder auch hängenden traubigen, ährigen oder doldigen Blütenständen zusammen. Bei den Marcgravia-Arten zeigt der Blütenstand einen Ring von fertilen Blüten um zentrale Nektarbehälter, die aus sterilen, mit ihren Tragblättern verschmolzenen Blüten gebildet werden (siehe Illustration von Marcgravia umbellata). Die Tragblätter (Brakteen) der Blüten sind oft kannenförmig oder löffelförmig umgebildet und produzieren Nektar. Bei vielen Arten sind zwei, bei anderen Arten keine Vorblätter vorhanden.
Die zwittrigen Blüten sind radiärsymmetrisch und vier- oder fünfzählig mit doppelter Blütenhülle (Perianth). Bei Marcgravia-Arten gibt es vier Kelchblätter, bei den anderen Taxa sind meist fünf ungleiche Kelchblätter vorhanden, die frei oder höchstens an ihrer Basis verwachsen sind. Die selten drei, bei Marcgravia-Arten vier oder bei den Noranteoideae meist fünf Kronblätter können frei oder nur an der Basis bis weit nach oben oder gar vollständig zu einer fingerhutartigen Kappe (Marcgravia-Arten) verwachsen sein. Die drei bis 40 Staubblätter stehen in Kreisen zusammen und können frei oder an ihrer Basis und mit den Kronblätter verwachsen sein. Es kommen keine sterilen Staubblätter vor, jedoch gibt es Marcgravia-Arten mit sterilen Blüten, die mit den „Nektarhochblättern“ im Inneren der Blütenstände verwachsen sind. Die kleinen (20 bis 35 µm) Pollenkörner besitzen meist drei Aperturen, selten kommen bei Marcgravia-, Sarcopera- und Schwartzia-Arten vier Aperturen vor. Zwei bis acht Fruchtblätter sind zu einem halb oder vollständig oberständigen, synkarpen Fruchtknoten verwachsen. Jedes der zwei bis zwanzig Fruchtknotenfächer enthält viele Samenanlagen. Je Blüte ist nur ein Griffel mit einer einfachen Narbe vorhanden.

### Früchte und Samen
Die vom haltbaren Griffel gekrönten, lokuliziden, fast kugeligen Kapselfrüchte wirken manchmal beerenartig. Sie öffnen sich von ihrer Basis aus und enthalten eine farbige, fleischige Plazenta mit zahlreichen, kleinen Samen. Die kugeligen bis nierenförmigen Samen besitzen eine glänzende, netzartige Samenschale (Testa).

## Ökologie
Durch die nektarbildenden, kannenförmigen Hochblätter werden große Bestäuber angelockt. Ornithophilie liegt vor bei Marcgravia, Norantea, Sarcopera und Schwartzia brasiliensis, sie werden also von Vögeln (Kolibris, meist Sperlingsvögeln (Passeriformes)) bestäubt. Sarcopera sessiliflora ist die erste Art, von der beschrieben wurde, dass der Pollen durch Vogelfüße übertragen wird. Die meisten Schwartzia-Arten, Marcgraviastrum und Marcgravia werden von Fledermäusen (Chiropterophilie) bestäubt. Auch von nicht fliegenden Säugetieren als Bestäuber wird berichtet. Entomophilie kommt bei zwei Gattungen vor: Ruyschia werden von Fliegen oder Bienen und Souroubea von Schmetterlingen und Schwärmern (Sphingidae) bestäubt. Einige Arten sind auch autogam und sogar kleistogam, wie beispielsweise Experimente bei Marcgravia coriacea zeigen.
Die leuchtend gefärbte Pulpa, die die kleinen Samen exponiert, wenn die Kapselfrüchte aufbrechen, lässt auf eine endozoochore Samenausbreitung schließen.

## Inhaltsstoffe
Es sind häufig Raphidzellen und verschieden geformte Sklereiden vorhanden. Sie enthalten Anthocyane.

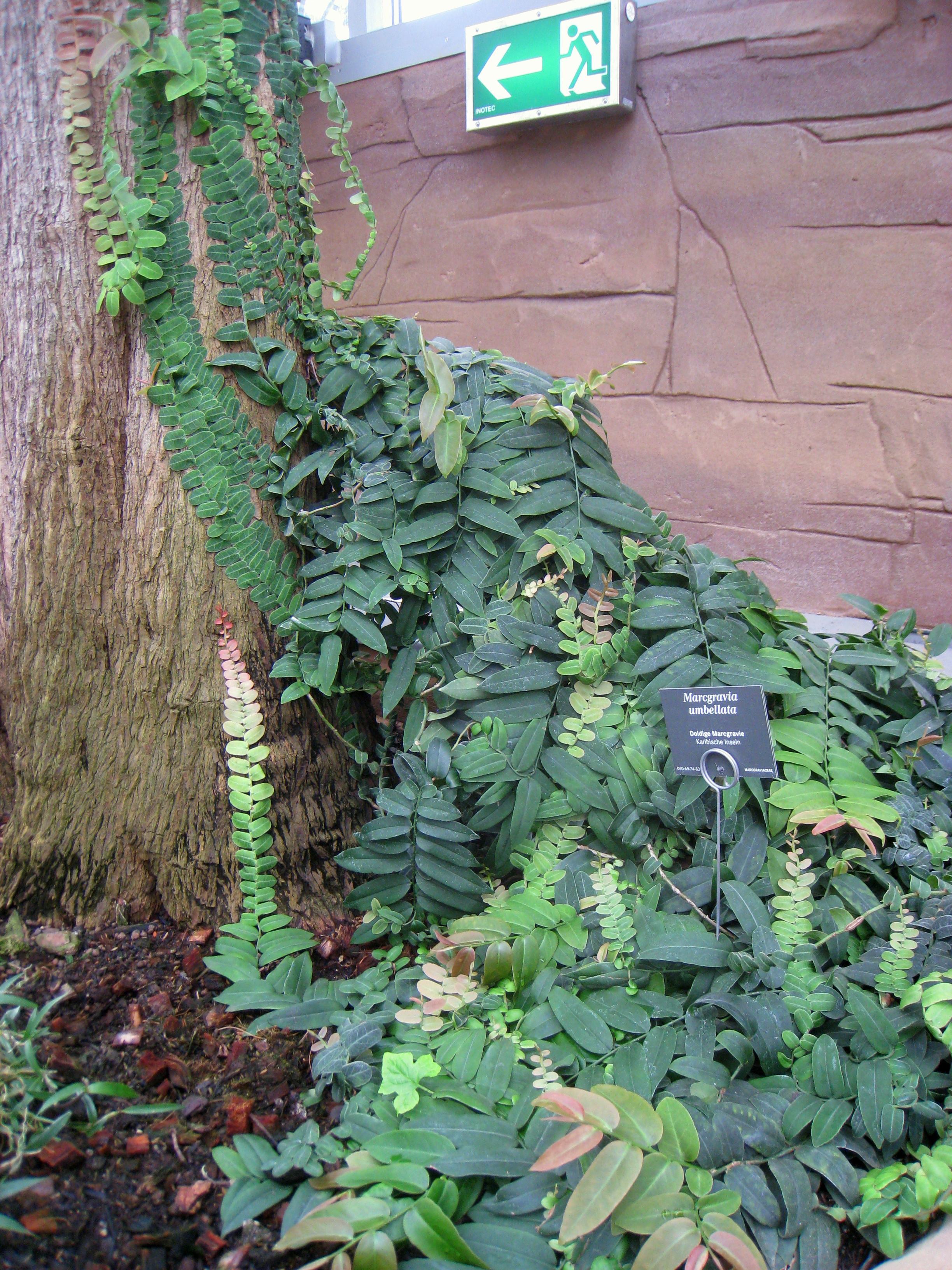
Unterfamilie Marcgravioideae: Habitus und Laubblätter von Marcgravia umbellata

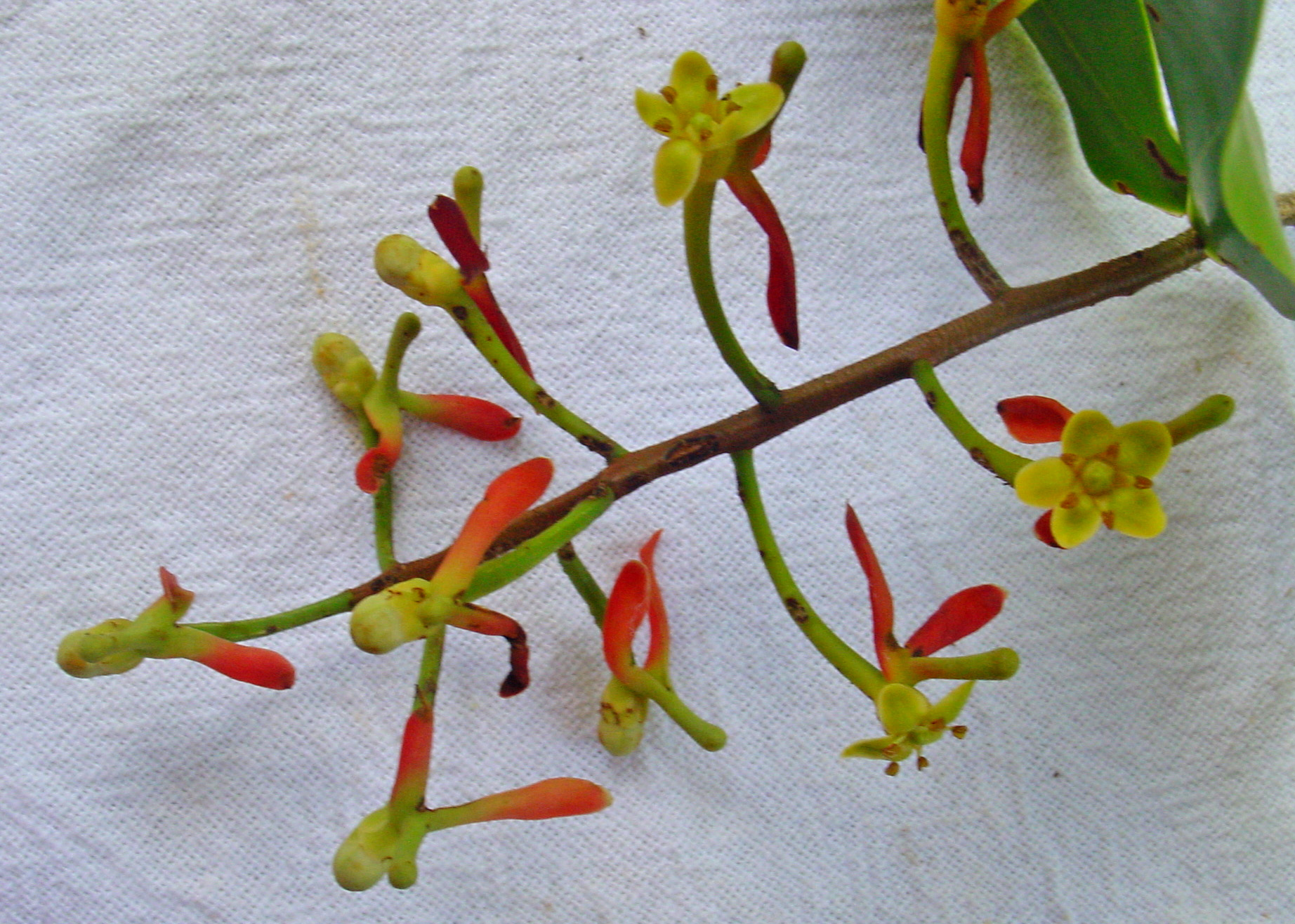
Unterfamilie Noranteoideae: Blütenstand von Souroubea guianensis

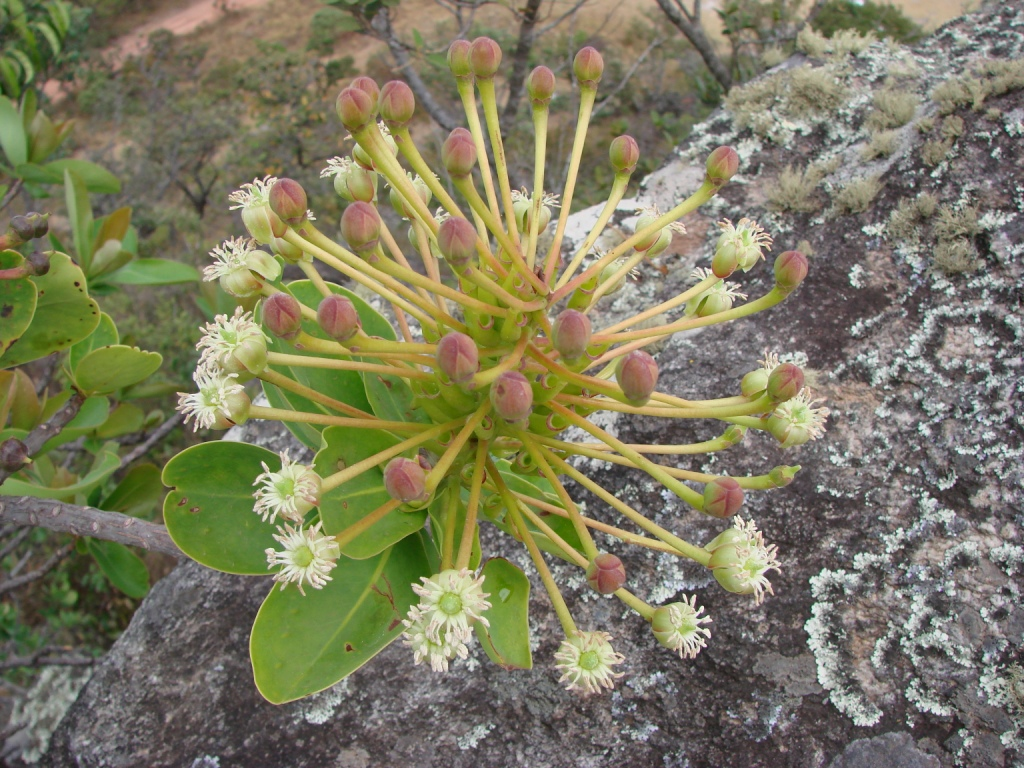
Unterfamilie Noranteoideae: Blütenstand von Schwartzia adamantium

## Systematik und Verbreitung
Der Familienname Marcgraviaceae wurde zuerst am 11. Mai 1816 von Antoine-Laurent de Jussieu in Augustin-Pyrame de Candolle: Essai sur les propriétés médicinales des plantes …, 2. Auflage, S. 87 verwendet. Durch Aufnahme in die Liste der Nomina conservanda gilt allerdings die Veröffentlichung von Friedrich von Berchtold & Jan Svatopluk Presl in O Prirozenosti Rostlin, 1820, S. 218, als Erstbeschreibung der Familie. Manchmal wird auch die Publikation durch Jacques Denis Choisy in Augustin-Pyrame de Candolle: Prodromus Systematis Naturalis Regni Vegetabilis, Teil 1, 1824, S. 565–566 zitiert. Typusgattung ist Marcgravia L. Der Gattungsname Marcgravia ehrt den deutschen Naturforscher Georg Marggraf (1610–1644), der 1968 die erste Art, Marcgravia umbellata L., auf seiner Reise nach Brasilien entdeckte.
Beispielsweise von Cronquist 1988 und Takhtajan 1997 wurden sie in die Theales gestellt. Bei der Angiosperm Phylogeny Group, zuletzt bei APG III, steht sie in der Ordnung der Ericales. Die Marcgraviaceae sind eine Schwestergruppe der Tetrameristaceae und diese beiden Familien bilden mit den Balsaminaceae zusammen die Klade der „balsaminoiden Ericales“.
Die Familie der Marcgraviaceae besitzt eine rein neotropische Verbreitung, vom südlichen Mexiko über Zentralamerika, einschließlich der Westindischen Inseln bis zum nördlichen Bolivien und östlichen Brasilien. Die meisten Taxa gedeihen in tropisch-feuchten Urwäldern des Tieflandes, in Berg-Regenwäldern oder Nebelwäldern.
Die Familie Marcgraviaceae wird in zwei Unterfamilien (Ward & Price 2002) gegliedert und enthält etwa acht Gattungen mit rund 130 Arten:
- Unterfamilie Marcgravioideae: Sie weisen eine zweizeilige Blattstellung, deutliche Heterophyllie und vierzählige Blüten in doldigen, kreisförmigen Blütenständen auf. Sie enthält nur eine Gattung:
  - Marcgravia L.: Die 60 bis 65 Arten sind vom südlichen Mexiko über Zentralamerika bis Südamerika, einschließlich der Antillen verbreitet.[6][7][8][9]
- Unterfamilie Noranteoideae: Sie weisen eine spiralige Blattstellung und fünfzählige Blüten auf. Sie enthält etwa sieben Gattungen:
  - Marcgraviastrum (Wittm. ex Szyszyl.) ex de Roon & S.Dressler: Von den etwa 15 Arten sind die meisten vom südlichen Nicaragua bis Peru sowie Bolivien verbreitet und zwei  Arten kommen im östlichen Brasilien vor.[6]
  - Norantea Aubl.: Die nur zwei Arten sind im karibischen Bereich und im Amazonasbecken der nördlichen Südamerikas verbreitet.[6]
  - Pseudosarcopera Gir.-Cañas: Die nur zwei Arten sind von Kolumbien bis Bolivien verbreitet.[10]
  - Ruyschia Jacq. (Syn.: Caracasia Szyszyl.): Die etwa neun Arten sind in Zentralamerika, in den nördlichen Anden und auf den Kleinen Antillen verbreitet.[6]
  - Sarcopera Bedell ex de Roon & S.Dressler: Die etwa zehn Arten sind von Honduras bis zum nördlichen Bolivien und im Guayana-Hochland verbreitet.[6]
  - Schwartzia Vell.: Die 15 bis 20 Arten sind von Costa Rica bis zu den Anden bis Bolivien sowie im Karibischen Becken verbreitet und eine weitere Arten kommt im östlichen Brasilien vor.[6]
  - Souroubea Aubl.: Die etwa 19 Arten sind von Mexiko bis Bolivien verbreitet, kommen aber nicht auf den Antillen vor.[6]